# Коку
Ко́ку (яп. 石, кит. 石, пиньинь: Dàn) — традиционная японская мера объёма, примерно равна 180,39 литра.
До 1891 года коку считался равным 10 кубическим сяку (≈ 0,278 м³).
В 1891 году императорским указом 1 малый коку был определён точно как 240100/1331 литра, что равно приблизительно 180,39 литра (или около 5 бушелей, 40 имперских галлонов, или 48 галлонов США).
Исторически коку определялся как среднее количество риса, потребляемое одним взрослым человеком в течение года. Вес 1 коку риса приблизительно равен 150 кг. Число коку риса являлось также основной мерой богатства и служило денежным эквивалентом в средневековой Японии. Например, размер жалованья самурая определялся в коку, доходность провинций тоже определялась в коку.
Коку риса также использовался для определения грузоподъёмности судна — 50 коку риса (малые суда) и до 1000 коку риса у больших судов.
В современной Японии эта мера объёма по-прежнему используется.
- 1 коку = 180,39 литра
- 1 коку = 10 то
- 1 коку = 100 сё
- 1 коку = 1000 го